# Here!
here! ist ein amerikanischer Fernsehsender, der sich gezielt an LGBT-Publikum richtet. Seit Sendestart (2002) des hauptsächlich englischsprachigen Vollprogramms ist der Sender landesweit über Kabel oder über Internet-TV gegen eine Gebühr zu empfangen.
here! engagiert sich aktiv in der LGBT-Gemeinde und sponsert unter anderem jährliche Veranstaltungen wie beispielsweise Gay-Pride-Feierlichkeiten und Filmfestivals und unterstützt weiterhin eine Vielzahl von Organisationen.

## Empfang
here! ist durch folgende Kabelanbieter zu empfangen: Atlantic Broadband, Bend Broadband, Brighthouse Networks, Buckeye CableSystem, Cablevision, Charter, Comcast, Cox, RCN, Sigecom, Time Warner Cable, Verizon, WOW!, sowie international durch Rogers Cable in Kanada als video-on-demand Service.
here! ist weiterhin empfangbar durch diverse IPTV-Anbieter wie Akimbo, AOL, MSN, DaveTV, MobiTV, Google und Movielink.

## TV-Programm
here! strahlt eine große Palette von Eigenproduktionen verschiedener Filme und Serien sowie auch verschiedene internationale Filme schwulen, lesbischen oder Transgender-Inhalts aus.

### here! Eigenproduktionen
- Dante’s Cove
- Lesbian Sex and Sexuality
- The Donald Strachey Mystery Series
- In Her Line of Fire
- The Lair
- The DL Chronicles
- John Waters Presents Movies That Will Corrupt You
- here! Comedy Presents Kate Clinton
- here! Comedy Presents Margaret Cho
- Birch & Co.
- here! News
- Love and Sex
- here! Focus

### here! Films
here! Films ist der Filmvertrieb und die weltweite Verkaufsabteilung des Senders und wurde 2002 von den Regent Entertainment Co-Gründern Paul Colichman und Stephen P. Jarchow ins Leben gerufen.
- April's Shower
- Beautiful Boxer
- Callas Forever
- Guys and Balls (Männer wie wir)
- Hellbent
- The Mostly Unfabulous Social Life of Ethan Green
- Queens
- Shelter
- Straight-Jacket
- Summer Storm (Sommersturm)
- Tides of War
- A Not So Straight Christmas
- Not So Straight in Silver Lake